# أحمد البشر الرومي
أحمد البشر الرومي (1905 - 6 يناير 1982 )، أحد أوائل الأشخاص الكويتيين الذين قاموا بكتابة مذكراتهم الشخصية. عمل بالتجارة والسفر والغوص والتدريس والوظائف الحكومية حتى تقاعد في بداية عام 1969.
كان من الداعين إلى تعليم المرأة في مجتمع كان يرفض بعض المواد التي يتم تعليمها للذكور. وكان من أبرز المدافعين عن عبد العزيز الرشيد عندما تم إهدار دمه.
في يوم 18 فبراير 2009 أعلنت رابطة الأدباء الكويتيين عن اتفاقها المبدئي مع وزارة المواصلات على إصدار طوابع بريدية تذكارية تخليدا لذكرى رواد الحركة الثقافية وكان هو من ضمن الأسماء المطروحة.

## تعليمه
تلقى تعليمه عند عبد الوهاب الحنيان، ثم التحق بالمدرسة المباركية.

## عمله
عمل مدرساً في المدرسة المباركية ، وبعدها عين مدرسا في المدرسة الشرقية الابتدائية في 25 سبتمبر1939.

## كتابة يومياته
بدأ بكتابة يومياته في عام 1939.

## أعماله
كان صديقاً للشاعر صقر الشبيب، وكان بيته يجاور منزله، وكان يقرأ له الكتب مثل نظريات المنفلوطي وعبراته وديوان المتنبي وديوان المعري ، وبعد وفاة صقر الشبيب، قام الرومي بجمع شعر الشاعر صقر الشبيب في ديوان كتب له مقدمة ونبذة عنه.
وكانت لديه إسطوانه ليوسف البكر التي يبلغ عمرها أكثر من مئة وعشرين سنة.
كما كانت لديه مكتبة ممتلئة بالكتب والأفلام والكتب المصورة ومخطوطات مصورة وآلة لقراءة الأفلام وخرائط برية وبحرية، وفي 5 يناير 1981 ذهب إلى المحكمة ليوصي بأن تقدم مكتبته الخاصة إلى المكتبة العامة التابعة لوزارة التربية والتعليم أو أي جهة تؤول إليها المكتبة العامة، ومن الذين شهدوا على هذه الوصية عبد العزيز علي المجرن وعباس سيد طالب عبد النبي مصطفوي ، وكانت مكتبته تحتوي على أكثر من سبعة آلاف كتاب.
وكان يقوم بنظم الشعر، ولكن بالرغم من قلة إنتاجه إلا أنه أتى ذكر بعض أشعاره في كتاب تاريخ الكويت للمؤلف عبد العزيز الرشيد، ومن أشعاره:

## كتبه
- الأمثال الكويتية المقارنة.
- معجم المصطلحات البحرية في الكويت.

## كتب عنه
- أحمد البشر الرومي.. قراءة في أوراقه الخاصة، يعقوب يوسف الغنيم.

## أماكن سميت باسمه
- مدرسة أحمد البشر الرومي الثانوية في منطقة الدعية.